# Akalkuli
Akalkuli (ikke at forveksle med dyskalkuli, fra græsk a = ikke og fra det latinske cálculo = at tælle) er en erhvervet neurologisk skade, som gør at patienter har svært ved at udføre simple matematiske opgaver, såsom at tilføje, subtraktion, multiplikation og endda blot, at der af to tal er større. Akalkuli adskiller sig fra dyskalkuli ved at akalkuli erhverves på et givent tidspunkt i livet på grund af neurologisk skade, såsom slagtilfælde, hvor dyskalkuli er en specifik udviklingsforstyrrelse, først observeret under erhvervelse af matematisk viden.